# John Vickery
John Vickery est un acteur américain, né le 3 novembre 1950 à Alameda, en Californie (États-Unis).

## Biographie
Il est surtout connu du grand public pour ses rôles dans les séries télévisées Babylon 5 et Star Trek.
Dans Babylon 5, il joue à la fois Neroon et M. Wells. Vickery fait également une apparition dans 2267, ultime croisade.
Son rôle le plus important dans Star Trek est Rusot, un membre du groupe de résistance cardassienne de Damar, apparaissant dans les épisodes Les Visages du mal, Lorsque tombe la pluie et Louvoyer dans le vent de Star Trek : Deep Space Nine. Il joue aussi un Bétazoïde dans l'épisode Terreurs nocturnes de Star Trek : La Nouvelle Génération et un Klingon dans l'épisode Le Procès de Star Trek : Enterprise.
Vickery a également joué de nombreux spectacles au théâtre. Il a par exemple créé le rôle de Scar dans la comédie musicale de Broadway Le Roi lion et récemment incarné Estragon dans En attendant Godot à Los Angeles.

## Filmographie

### Cinéma
- 1980 : The Merry Wives of Windsor (vidéo) : Dr Caius
- 1986 : Hokuto no Ken : Ken
- 1986 : Out of Bounds (en) de Richard Tuggle : Detective #1
- 1988 : Quand les jumelles s'emmêlent (Big Business) : Hotel Manager
- 1992 : Contre-attaque (Rapid Fire) : Detective
- 1992 : Dr. Rictus (Dr Giggles) : Dr Chamberlain-
- 1995 : Son for Sail : Dad
- 2001 : Shooting LA : The Priest
- 2002 : Calculs meurtriers (Murder by Numbers) : Restaurant Manager
- 2004 : Debating Robert Lee (it) de Dan Polier : Mr. Woodruff

### Télévision
- 1982 : Macbeth : Malcolm
- 1988 : Au nom de la foi (Promised a Miracle) : Pastor Evans
- 1989 : I Know My First Name Is Steven : George McLure
- 1991 : The Boys : Dr Simon
- 1994 : Belle de nuit (Deconstructing Sarah) : Swanson
- 1994 - 1997 : Babylon 5 : Neroon
- 2002 : The Big Time